# کاروانسرای تپه‌سی
کاروانسرای تپه‌سی مربوط به دوران‌های تاریخی پس از اسلام است و در شهرستان میانه، بخش کاغذکنان، روستای قراجه ارباط واقع شده و این اثر در تاریخ ۱۰ خرداد ۱۳۸۲ با شمارهٔ ثبت ۸۹۰۵ به‌عنوان یکی از آثار ملی ایران به ثبت رسیده است.